# Leptinotarsa tumamoca
Leptinotarsa tumamoca är en skalbaggsart som beskrevs av Tower 1918. Leptinotarsa tumamoca ingår i släktet Leptinotarsa och familjen bladbaggar. Inga underarter finns listade i Catalogue of Life.